# Klaksvík
Klaksvík (IPA: [ˈklakːsvʊik], in danese Klaksvig) è la seconda città più grande delle Isole Fær Øer. La città sorge su Borðoy, nella regione delle Norðoyar, costituita dalle isole più settentrionali dell'arcipelago. È uno dei luoghi più importanti per la pesca e per l'industria del pesce a livello nazionale. Non a caso, ha un importante porto con una moderna flotta peschereccia.
Il comune di Klaksvík, il più grande della regione di Norðoyar, si estende sulle isole di Borðoy, Kalsoy e Svínoy, quest'ultima annessa al comune il 1º gennaio 2009. Il 1º gennaio 2017 è stato annesso anche l'ex comune di Húsar.

## Etimologia
Il nome Klaksvík deriva dall'unione delle parole klakkur (scogliera, falesia) e vík (baia). Il significato del nome è quindi approssimativamente "baia della scogliera".

## Geografia e clima

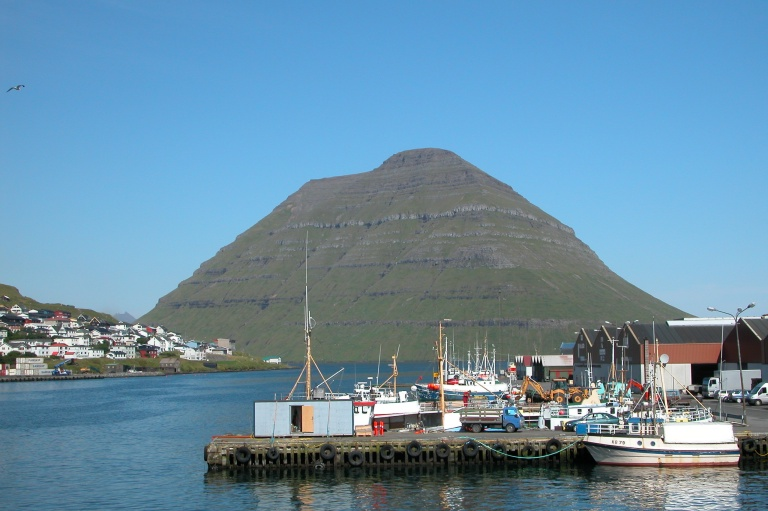
Il porto di Klaksvík

Klaksvík sorge al centro di una valle tra due fiordi. Poco distante dall'insediamento si ergono il Myrkjanoyrarfjall (689 m), l'Háfjall (647 m), l'Hálgafelli (503 m) e il Klakkur (414 m). Klaksvík ha un clima temperato, oceanico con escursioni termiche relativamente piccole tra l'estate e l'inverno.

## Storia
I primi insediamenti nell'area risalgono all'epoca vichinga, quando c'erano quattro fattorie nei dintorni della zona in cui sorge oggi il centro di Klaksvík. Di una di queste fattorie, posizionata sul lato est del Borðoyarvík, ci sono le rovine, che furono sepolte da due valanghe nel giro di un ventennio: la prima il 12 marzo 1745, l'altra nella stessa data vent'anni dopo. Poco distante da queste rovine c'è anche il cosiddetto Íslendingatoftir, un sito sempre risalente all'epoca vichinga.
Le quattro fattorie però crebbero a tal punto da diventare quattro piccoli villaggi (Vágur, Myrkjanoyri, Gerðar e Uppsalir), che poi si fusero in un'unica città in cui si decise di creare un'amministrazione centrale per le Norðoyar. A quella città fu dato il nome di Klaksvík.

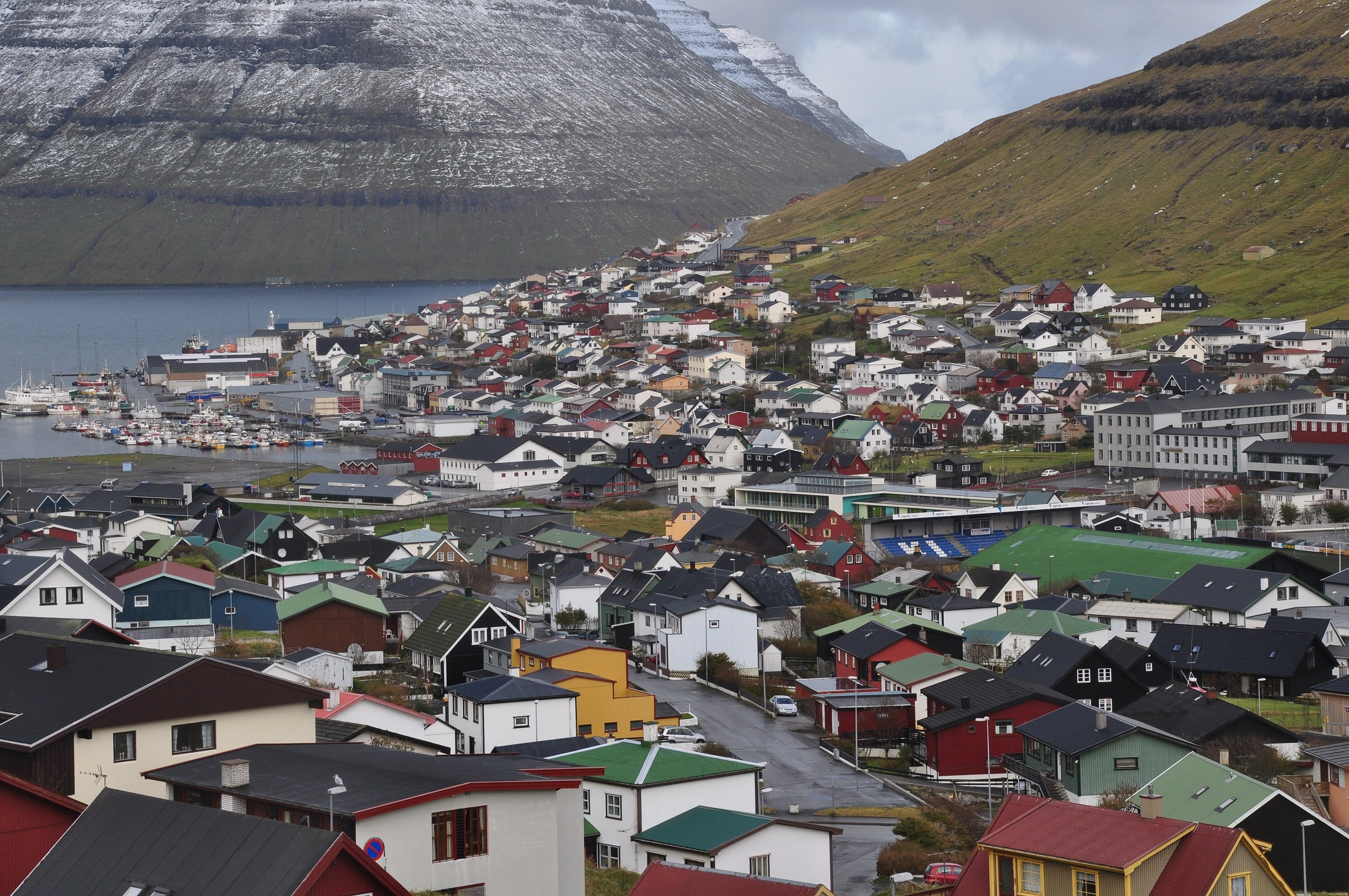
Vista di Klaksvík.

Nel 1801 Klaksvík aveva appena 88 abitanti, ma lo sviluppo vero e proprio della città iniziò soltanto nel 1838, quando la monarchia danese diede un serio avvio alle attività economiche locali. La città, infatti, si trova in un golfo ben protetto che consente la navigazione anche durante l'inverno. Questo fece sì che molti marittimi vi si stabilissero e che nel giro di breve tempo Klaksvík diventasse un centro importantissimo per l'industria del pesce. Nel frattempo, nel 1888 in città fu fondato il birrificio Föroya Bjór, che dal mese di agosto 2007 è rimasto l'unico in attività nel paese dopo l'uscita dal mercato del principale concorrente, Restorffs Bryggjarí.

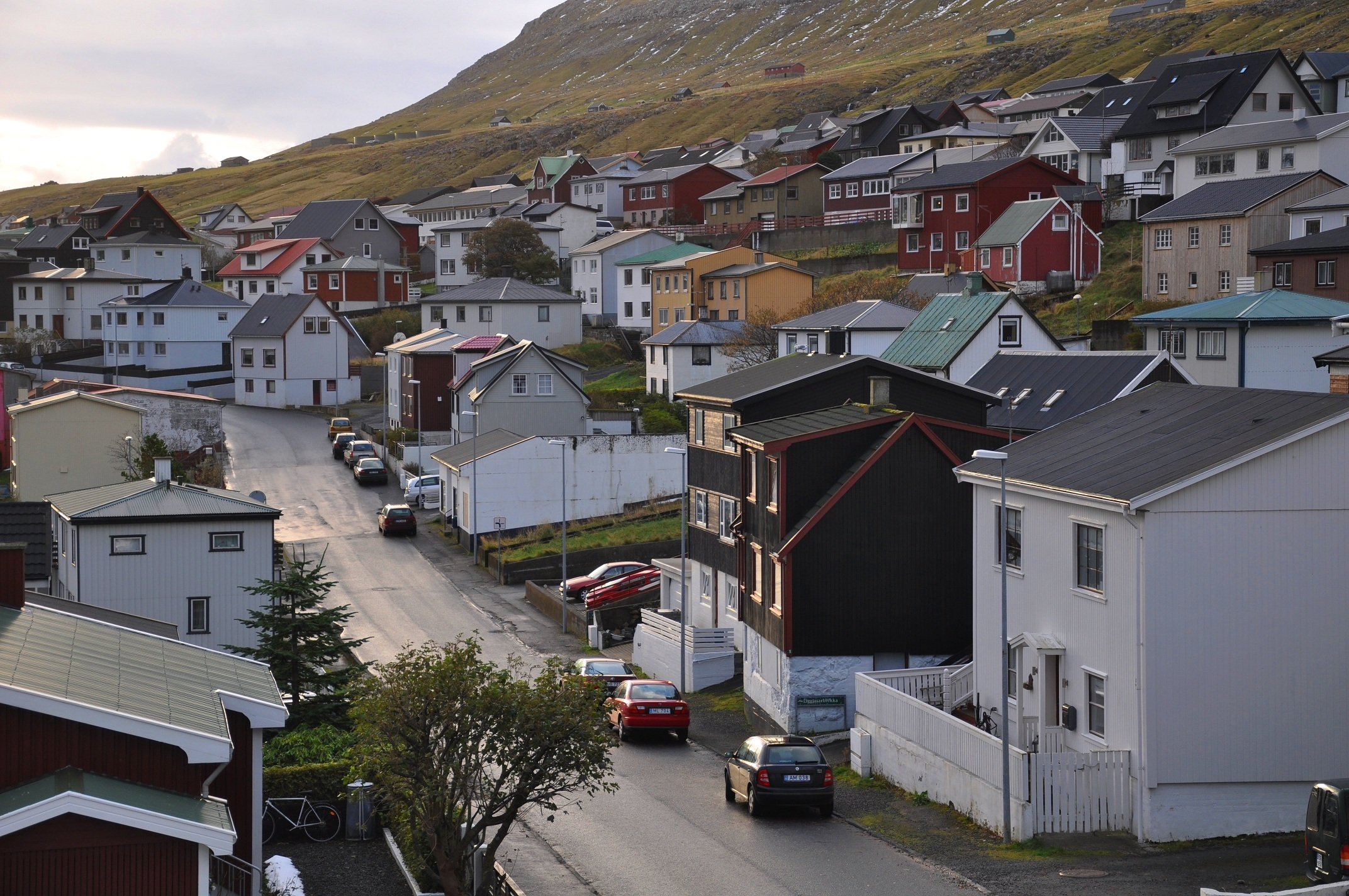
Il centro di Klaksvík.

Nel 1940 Klaksvík divenne la seconda città più grande e popolosa delle Fær Øer, superando Tvøroyri. Negli anni 1950 diventò il centro della politica culturale faroese in seguito al caso di un medico - il dottor Olaf Halvorsen - che fu accusato dall'Associazione medica danese di aver simpatizzato col nazismo durante la seconda guerra mondiale, la qual cosa portò a violente proteste da parte della popolazione locale. La questione si dilungò nel tempo ed ebbe alcuni momenti davvero violenti fino a raggiungere il culmine nel 1955 quando la popolazione bloccò le attività portuali e sequestrò i rappresentanti delle autorità. Anche se il licenziamento di Halvorsen avrebbe probabilmente risolto la controversia, queste proteste si rifacevano in qualche modo alla richiesta di indipendenza dalla Danimarca. Il governo ristabilì l'ordini inviando 120 poliziotti e una fregata della flotta.
In tempi più recenti, la città ha sviluppato buoni collegamenti con le città vicine. Il 29 aprile 2006 fu aperto il Norðoyatunnilin, che unisce Klaksvík a Leirvík, sull'isola di Eysturoy, la seconda più grande dell'arcipelago.

## Società

### Evoluzione demografica
Tra il 1986 e il 2015, la popolazione di Klaksvík è rimasta stabile in termini numerici, anche se in leggera diminuzione. Considerando lo stesso intervallo di tempo, la popolazione ha raggiunto un picco di 4.845 persone nel 1989 e un minimo di 4.345 nel 1996.
Nel 2011, 684 abitanti erano nella fascia d'età 0-9 anni e 664 nella fascia 10-19, per un totale del 29,5% della popolazione entro i diciannove anni. All'estremo opposto, 873 persone - il 19% del totale - superavano i 60 anni.
Nel 2014, Klaksvík accoglieva tra i suoi abitanti anche 121 stranieri da 35 diversi paesi, per i quali il comune ha disposto una serie di piani di integrazione.

## Cultura

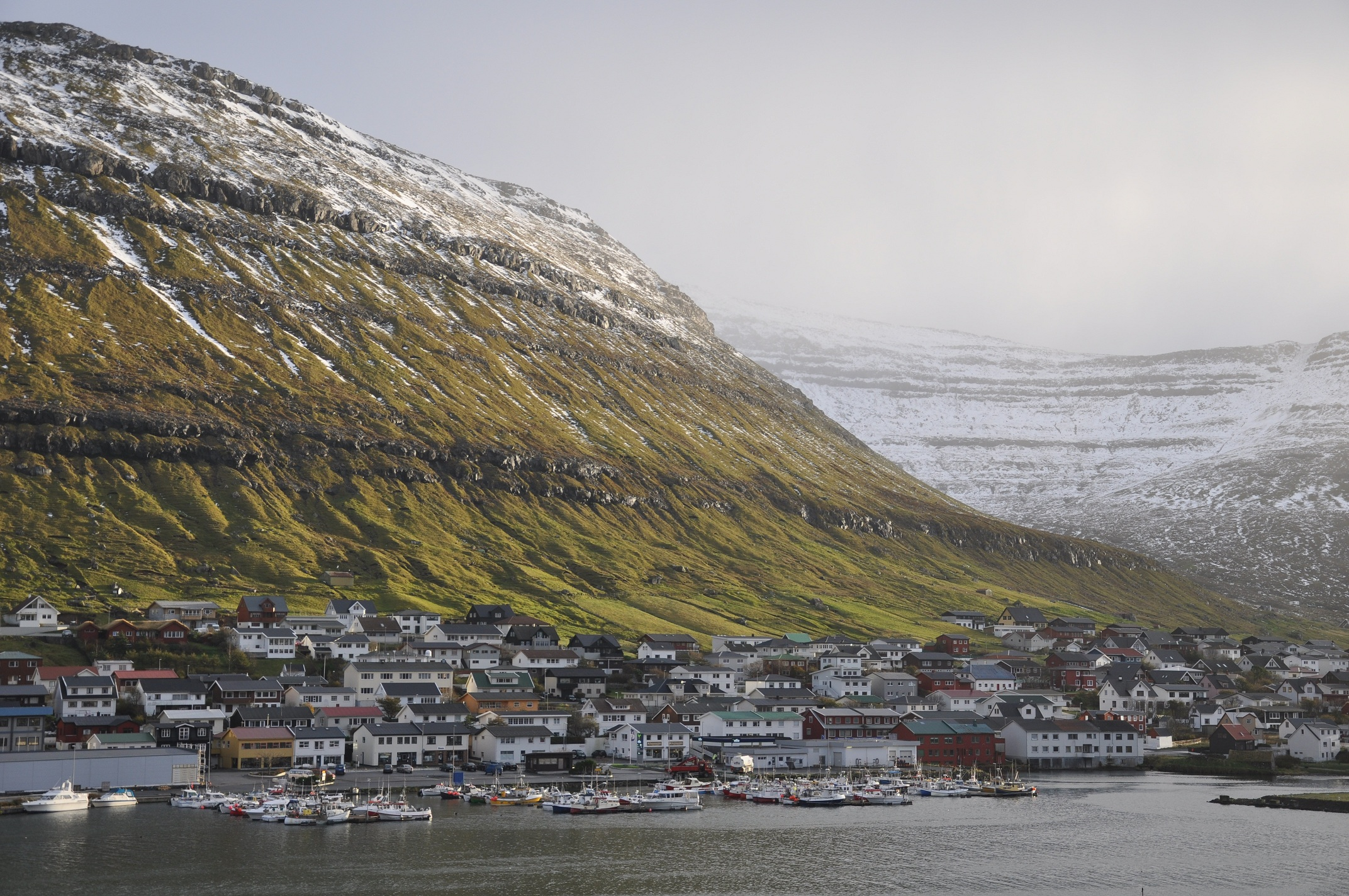
Una mattinata a Klaksvík.

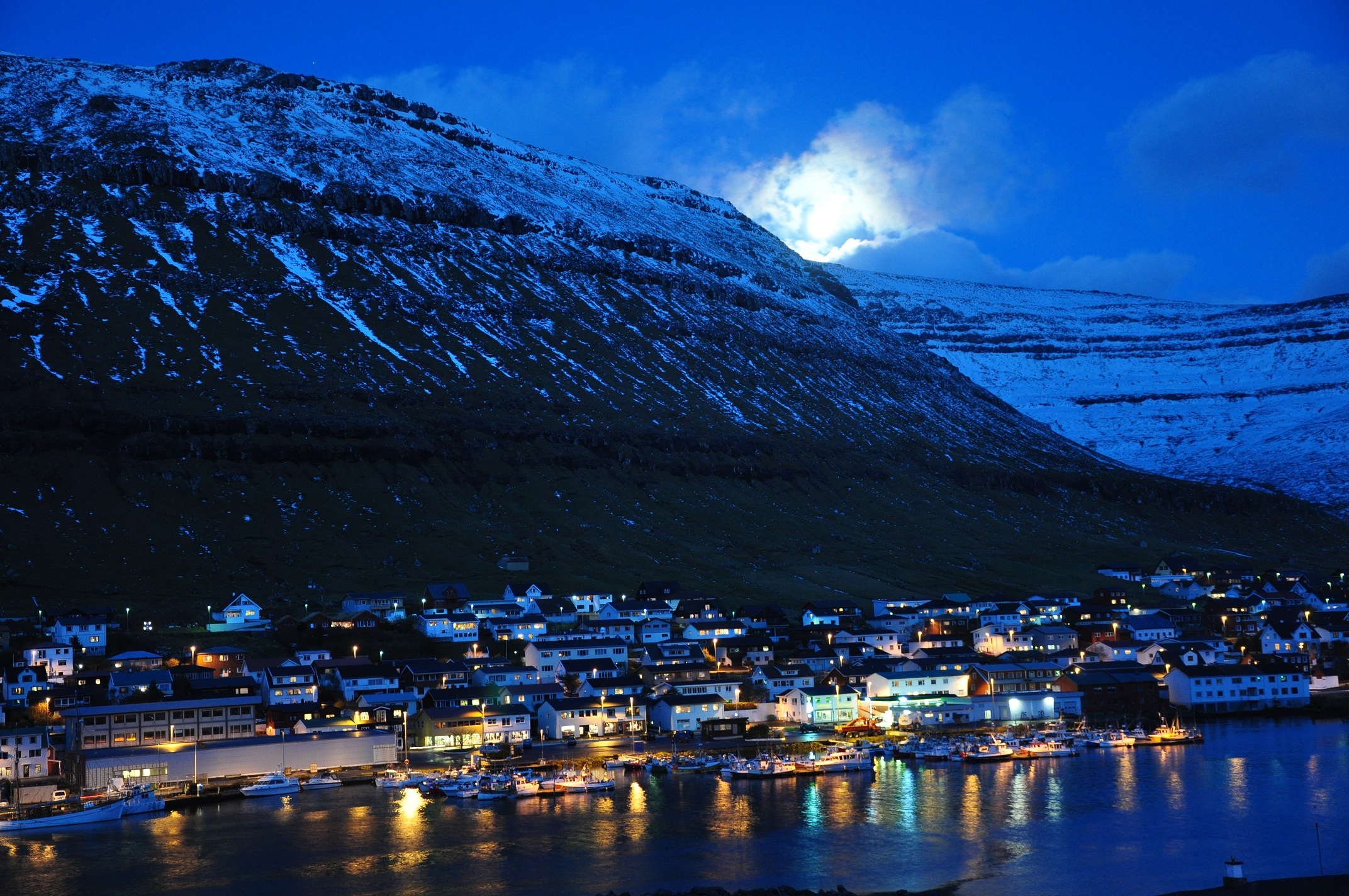
La luna splende su Klaksvík.

Dal 2004 ogni estate si svolge a Klaksvík il Summarfestivalurin, che ospita cantanti da diversi paesi del mondo, ma soprattutto dai paesi nordici.

### Istruzione
A Klaksvík ci sono due scuole elementari, la Skúlin við Ósánna e la Skúlin við Ziskatrøð. La prima fu costruita nel 1973 per 300 studenti, mentre la seconda risale al 1960 e può ospitare 800 studenti, ma fu ricostruita nel 1972. Klaksvík ha anche una scuola musicale, la Klaksvíkar tónlistarskúli, frequentata nel tempo libero da bambini e giovani di tutta la regione.
L'istruzione superiore in città è affidata all'istituto professionale Tekniski skúlin í Klaksvík, alla scuola di navigazione Klaksvíkar sjómansskúli e all'istituto di economia domestica Húsarhaldsskúli Føroya. La prima offre molte corsi di preparazione a lavori nel campo della meccanica, dell'elettrica e della falegnameria; la seconda forma il personale di bordo delle navi, mentre la terza si avvicina molto al modello dell'università popolare.
Tra il 1899 e il 1909 fu attiva a Klaksvík anche la Føroya Fólkaháskúli, la prima in tutte le Fær Øer a tenere lezioni in faroese. In seguito la scuola si spostò nella capitale Tórshavn.

### Christianskirkjan

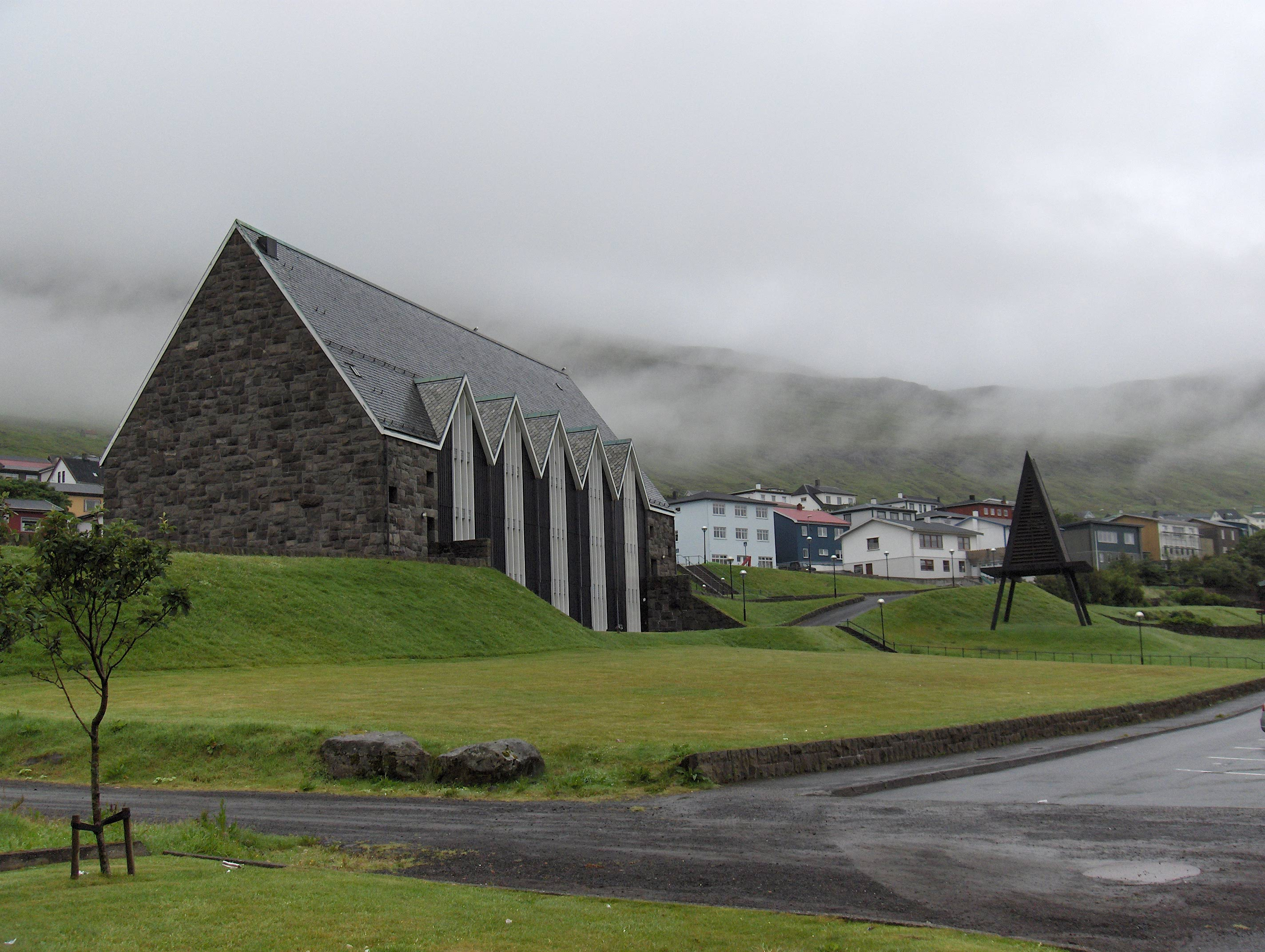
La Christianskirkjan di Klaksvík.

Tra le principali attrazioni di Klaksvík c'è sicuramente la Christianskirkjan, che fu costruita nel 1963 ed è stata la prima in tutta la Scandinavia ad essere costruita in stile norreno. Il tetto è costruito in modo del tutto simile a quello dei saloni vichinghi. Esempi simili si ritrovano anche nelle coperture delle piccole chiese dei villaggi faroesi. Questa copertura si è rivelata particolarmente utile ai fini dell'acustica, di qualità migliore rispetto a tetti di grandezze simili ma di realizzazione diversa. La chiesa è dedicata a Cristiano X di Danimarca e consacrata alla memoria dei marinai che persero la vita durante la seconda guerra mondiale. Dal soffitto pende una barca a remi, proveniente da Viðareiði e usata per trasportare il prete da un villaggio all'altro.

## Infrastrutture e trasporti

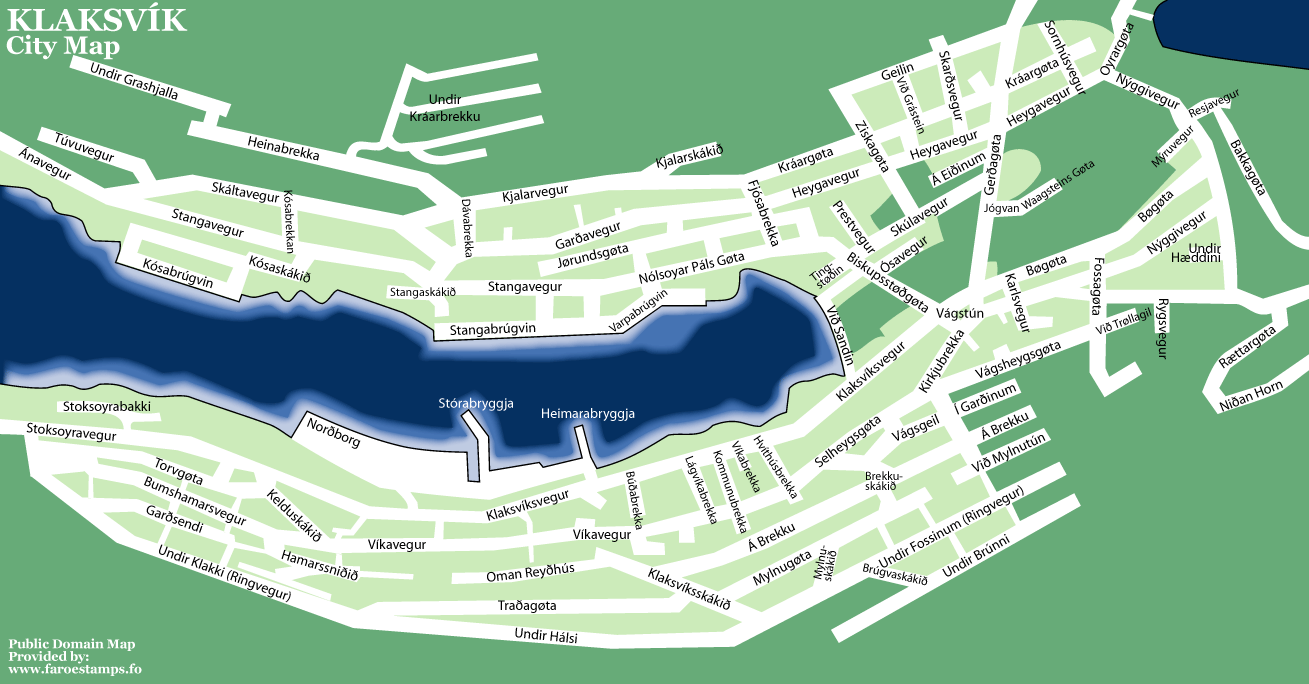
La cartina di Klaksvík.

Klaksvík è stata una città abbastanza isolata fino all'apertura del Norðoyatunnilin il 29 aprile 2006. Un servizio navetta ora collega Klaksvík con la capitale Tórshavn e, con un'ora di macchina, è possibile raggiungere l'aeroporto di Vágar. Un servizio è attivo anche per e dalle città di Fuglafjørður e Viðareiði. Dal 2014, un autobus cittadino (Bussleiðin) connette le parti periferiche al centro, mentre la Strandfaraskip Landsins offre collegamenti via mare da/per Kalsoy. C'è un eliporto (ICAO: EKKV) che serve luoghi più isolati come Kirkja e l'isola di Svínoy.

## Amministrazione

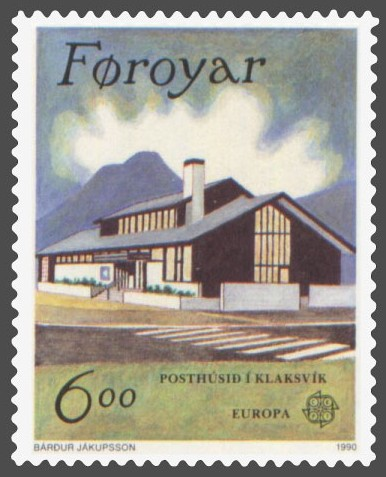
Un francobollo di Klaksvík.

Klaksvík è il centro amministrativo dell'omonimo comune, nonché il capoluogo della regione di Norðoyar. Il municipio si trova in centro e ospita anche le sedute del consiglio comunale, che viene eletto ogni quattro anni dai cittadini del comune. In genere, il comune ha una tra le percentuali di affluenza al voto più basse di tutto il paese, ma è comunque alta in confronto alle percentuali di molti altri luoghi nel nord. Per molto tempo il Fólkaflokkurin è stato il partito dominante a Klaksvík, sia alle elezioni per il Løgting sia a quelle per il consiglio comunale.

### Gemellaggi
Di seguito la lista di città con cui è gemellata Klaksvík:
- Grenå
- Odense
- Kópavogur
- Norrköping
- Sisimiut
- Tampere
- Trondheim
- Wick, fino al 19 agosto del 2015, quando ha voluto interrompere questo gemellaggio per schierarsi contro la cosiddetta Grindadráp, cioè la caccia ai delfini e alle balene ancora oggi praticata alle Fær Øer.[9]

## Sport

### Calcio
La squadra principale della città è il Klaksvíkar Ítróttarfelag, comunemente noto come KÍ Klaksvík. Nel 2023 diventa la prima squadra nella storia del calcio faroese ad arrivare alla fase a gironi di una coppa europea, nello specifico la UEFA Europa Conference League 2023-2024.